# Kvælstofdioxid
 Denne artikel bør gennemlæses af en person med fagkendskab for at sikre den faglige korrekthed.

Kvælstofdioxid (kvælstoftveilte eller nitrogendioxid) er en kemisk forbindelse af kvælstof (nitrogen) og ilt (oxygen). Ved stuetemperatur og Jordens atmosfæriske tryk er stoffet en brun eller orange og dødeligt giftig gasart med en karakteristisk, stikkende lugt.

## Fremstilling
Kvælstofoxid reagerer spontant med ilt, f.eks. fra atmosfærisk luft og danner kvælstofdioxid:
2 NO + O2 → 2 NO2
Ved normale atmosfæriske koncentrationer, er dette en meget langsom proces
Nitrogendioxid dannes i de fleste forbrændings-processer ved hjælp af luft som oxidationsmiddel. Ved forhøjede temperaturer kombineres nitrogen med oxygen til dannelse af nitrogenoxid:
O2 + N2 → 2 NO 
Salpetersyre danner kvælstofdioxid når det reagerer med et metal.
De mest fremtrædende kilder af NO2 er forbrændingsmotorer, damp-drevet kraftværker, og i mindre grad papirmøller. I husstande er petroleumsvarmere, gasvarmeovne, butangasvarmere og brændeovne også kilder af kvælstofdioxid. Den overskydende luft til fuldstændig forbrænding af brændsel i disse processer indføjer nitrogen ind i forbrændingskammeret som reagerer ved høje temperaturer og producerer nitrogenoxider (NOx) Begrænsning af NOx produktion kræver præcis styring af mængden af luft, der anvendes i forbrændingen.
Nitrogendioxid er også produceret af atmosfæriske atomprøvesprængninger, og er ansvarlig for den rødlige farve i paddehatteskyer.

## Miljøforhold
Nitrogen-dioxid er giftigt ved indånding. En potentiel kilde til eksponering er også hvid rygende salpetersyre, som spontant producerer NO2 over 0° C. Symptomer på forgiftning (lungeødem) har tendens til at vise sig flere timer efter inhalation af en lav, men potentielt dødelig dosis. Desuden vil lave koncentrationer (4 ppm) bedøve næsen, således at der skabes et potentiale for overeksponering.
Der er nogle beviser for, at langvarig udsættelse for NO2 ved koncentrationer over 40-100 µg/m3 kan nedsætte lungefunktionen og øge risikoen for respiratoriske symptomer. 
Nitrogendioxid er en storstilet forurener, med koncentrationer nær jordoverfladen i nogle områder på omkring 30 µg/m3, ikke langt under usunde niveauer. Nitrogendioxid spiller en rolle i atmosfærens kemi, herunder dannelsen af ozon i troposfæren. En undersøgelse fra 2005 foretaget af forskere ved University of California i San Diego, USA, tyder på en sammenhæng mellem NO2 niveauer og vuggedød. 
Kvælstofdioxid bidrager til nedbrydningen af det ozonlag i atmosfæren, som beskytter livet på Jorden mod Solens ultraviolette lys. Desuden omsættes kvælstofdioxid til salpetersyre i atmosfæren og medvirker dermed til sur nedbør.

## Tekniske anvendelser
Kvælstofdioxid indgår som råstof i den såkaldte Ostwald-proces til fremstilling af salpetersyre.